# Rinquelle
Koordinaten: 47° 8′ 17,2″ N, 9° 9′ 54,3″ O; CH1903: 730960 / 222233

Die Rinquelle unterhalb des Bergdorfs Amden  im Kanton St. Gallen, in der Schweiz ist die grösste Karstquelle des Churfirsten-Säntis-Gebietes und eine der grössten in Europa.

## Lage und Schüttung
Die Quelle befindet sich in den felsigen Hängen nördlich oberhalb des Walensees und entwässert das Gebiet zwischen dem Walensee und der Talschaft Toggenburg. Hinter der Quelle befindet sich eine ausgedehnte Wasserhöhle. Die Befahrung der Höhle ist Höhlentauchern vorbehalten.
Die Quelle ist mehrmals pro Jahr trocken, und es fliesst kein Wasser aus dem Höhlenportal. Durchschnittlich schüttet die Rinquelle 2 650 Liter pro Sekunde. Bei Hochwasser beträgt die Schüttung von 10 000 bis zu 20 000 Liter pro Sekunde. In diesem Fall donnert das Wasser als imposanter Wasserfall über eine rund 46 Meter hohe Felswand in die untere der drei Stufen der Seerenbachfälle hinunter.

## Geschichte

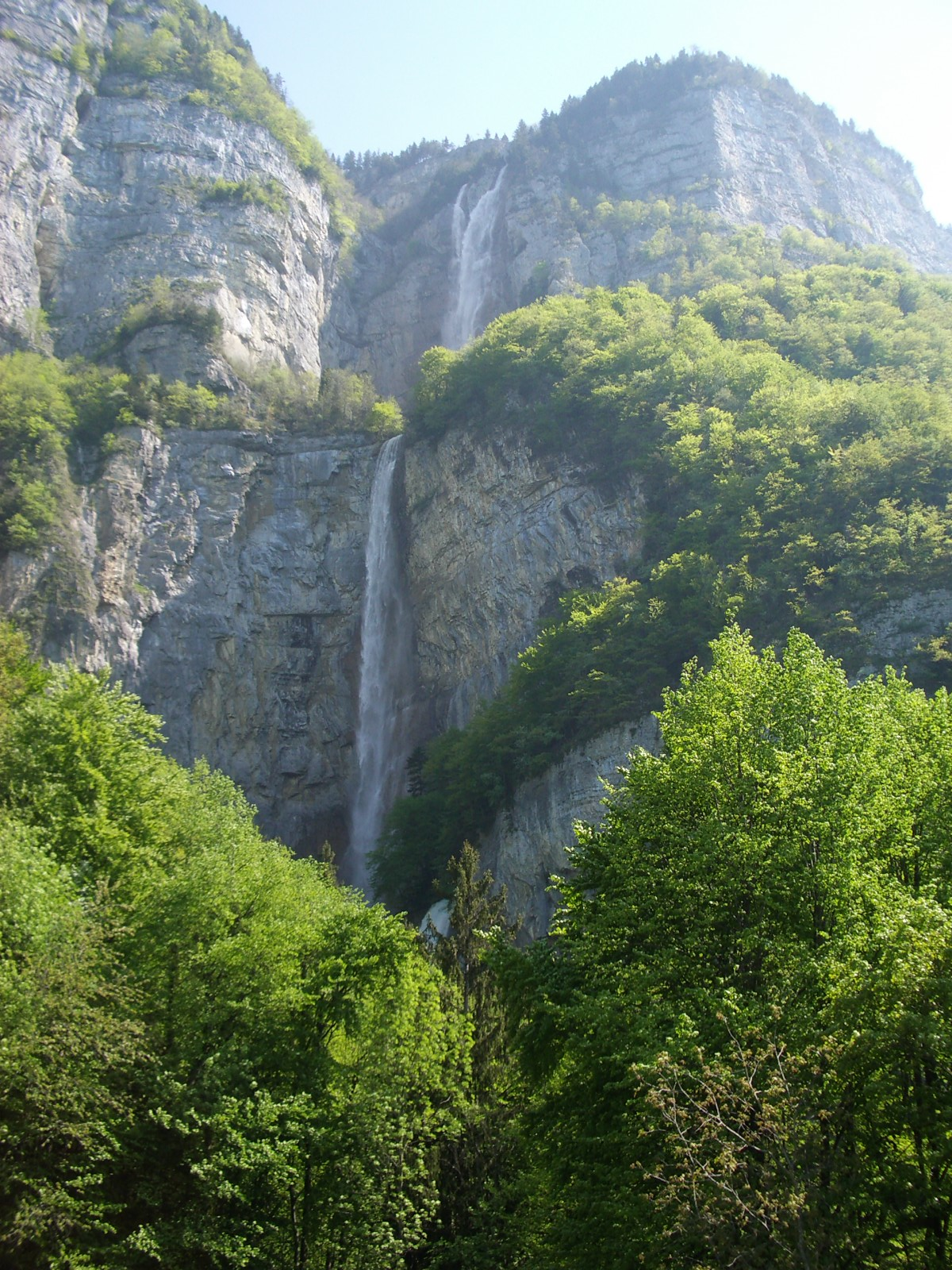
Seerenbachfälle mit Rinquelle ganz unten, von rechts

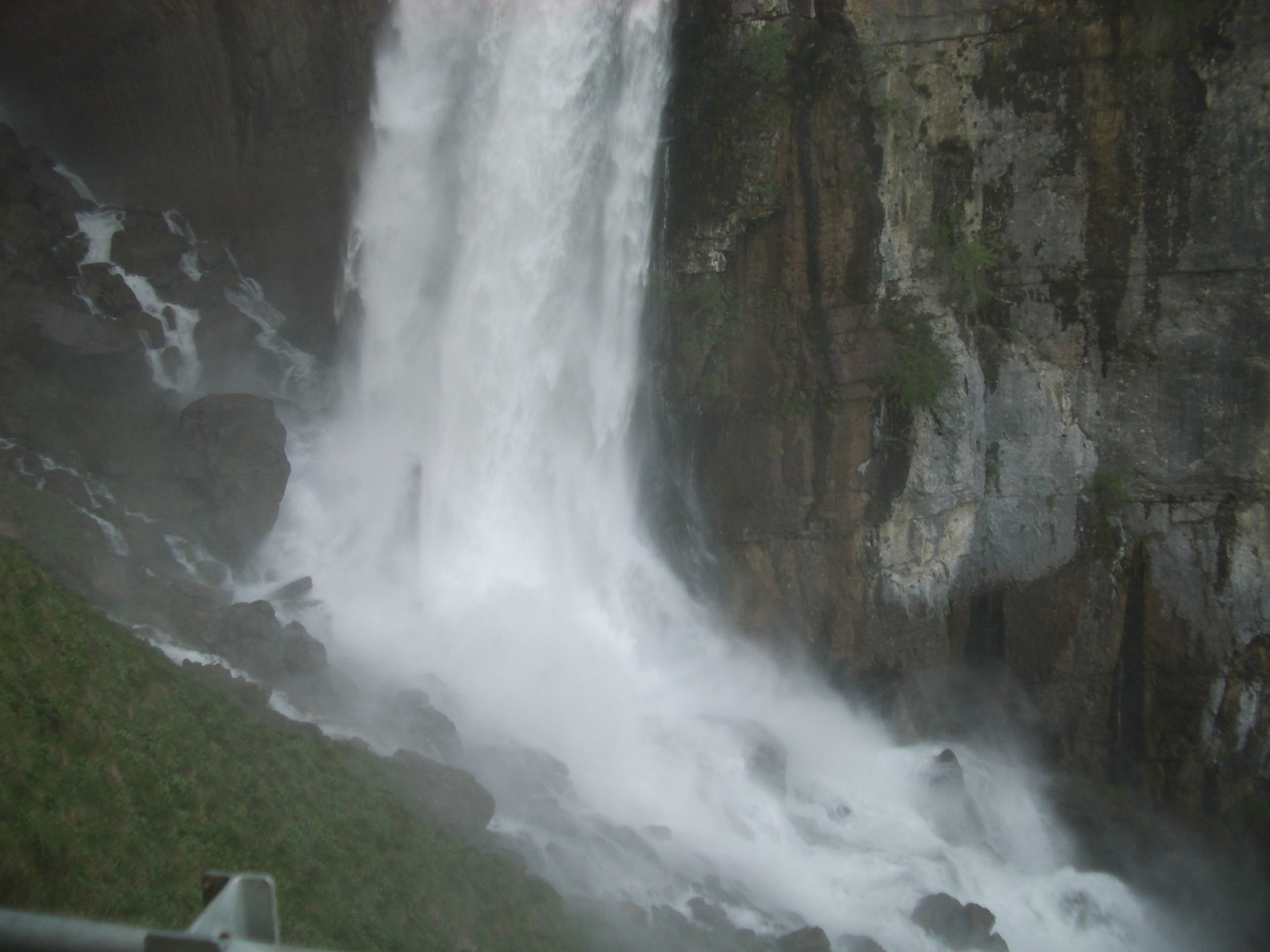
Rinquelle und Seerenbachfälle vereint

Der Eingangsbereich der Höhle wurde von Forschern erstmals im Jahr 1953 begangen. Der erste Tauchvorstoss erfolgte 1959. Im Jahre 1963 ereignete sich bei einem weiteren Tauchvorstoss ein tödlicher Unfall. Im Jahre 1969 begann die Arbeitsgemeinschaft Rinquellenforschung sich mit der Höhle zu beschäftigen. Ihr gelang es, den Eingangsbereich zu überwinden. Es wurden Tauchdistanzen von bis zu 450 m erreicht. 1972 wurde der Deutsche Jochen Hasenmayer beigezogen, dem es ein Jahr später gelang, nach einer Tauchstrecke von 930 m in einem Nebengang aufzutauchen. Damit war die Rinquelle die damals längste bekannte Unterwasserhöhle. Die Hauptforschungsperiode endete 1981.

## Geologie
Die Höhle liegt überwiegend im Betliskalk (Unterkreide). Die unterlagerte, stauende Schicht besteht aus Globigerinen-Mergel (Tertiär). Der Höhleneingang (Quelle) befindet sich im Bereich einer wenig ausgeprägten Synklinale.

## Ausdehnung
Die Höhle hat eine vermessene Länge von 1920 m, wovon sich über 1800 m unter Wasser befinden. Das Höhlensystem weist eine Höhendifferenz von 33 m auf.